# North Star Air
North Star Air è una compagnia aerea cargo canadese, con sede a Thunder Bay mentre i suoi hub principali sono l'Aeroporto Internazionale di Thunder Bay, l'Aeroporto Internazionale di Pickle Lake, l'Aeroporto Internazionale di Red Lake, l'Aeroporto Internazionale di Thompson e l'Aeroporto Internazionale di Kapuskasing.

## Storia
La compagnia aerea è stata fondata nel 1997 come operatrice di idrovolanti mediante l'utilizzo di due Beaver DHC-2. Successivamente ha iniziato ad effettuare servizi charter, passeggeri e merci con 18 destinazioni verso le comunità remote delle Prime Nazioni. Nel 2015 Cargo North e North Star Air si sono unite con il nome di North Star mentre il 28 aprile 2017, l'aerolinea è stata acquisita dalla The North West Company per un importo di 31 milioni di dollari.

## Flotta

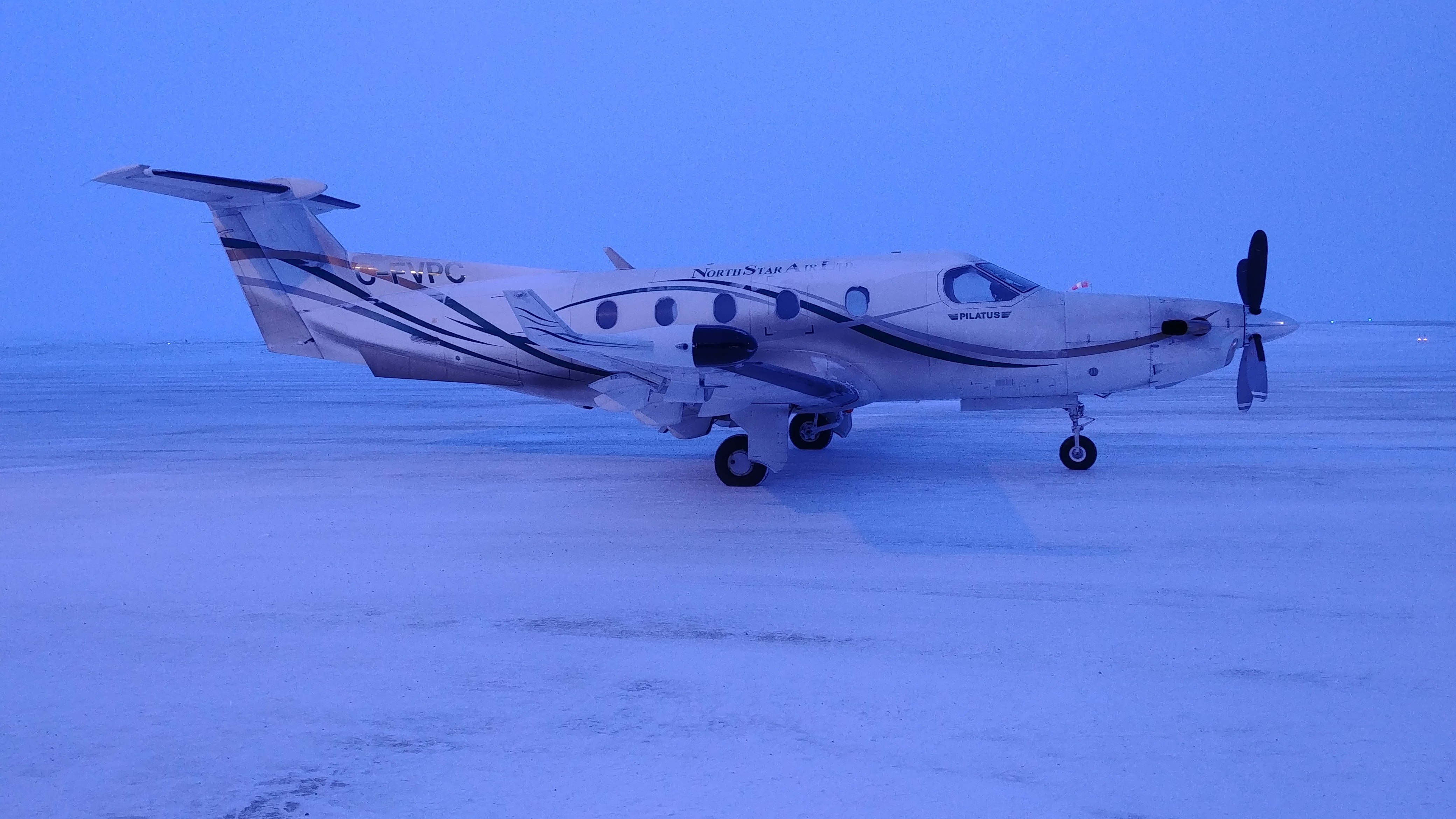
Un Pilatus PC12 di North Star Air.

Ad aprile 2020 la flotta North Star Air risulta composta dai seguenti aerei:

## Flotta storica
Nel corso degli anni North Star Air ha operato con i seguenti modelli di aeromobili:
- Beaver DHC-2